# Desiderio d'amore
Desiderio d'amore (Flower of Night) è un film muto del 1925 diretto da Paul Bern.

## Trama
Nella California del 1856, un gruppo di americani disonesti sottrae a Don Geraldo y Villalon, discendente di Grandi di Spagna, Flor de Noche, una ricca miniera d'oro. Carlota, la figlia di Don Geraldo, innamorata di John Basset, il nuovo assistente del sovrintendente, si reca a una ballo nonostante l'opposizione di suo padre. Lì, la ragazza viene corteggiata in maniera aggressiva da Derck Bylandt, il sovrintendente ubriaco e il comportamento provoca il disgusto di Basset, che ignora Carlota. Questa, tornata a casa, confessa al padre l'accaduto e Don Geraldo, ritenendo di aver perduto l'onore, si suicida.
Carlota lascia il paese per andare a San Francisco. Lì, trova lavoro come ragazza di una sala da ballo. Ferita dal disprezzo che le ha dimostrato Basset, Carlota accetta la corte e l'aiuto di Luke Rand, un losco figuro a capo del Comitato di Vigilanza, che le promette di aiutarla a riprendersi la miniera. La donna, però, si rende ben presto conto che così mette in pericolo la vita dell'uomo che ama: Basset, lottando con Rand, riesce però a sconfiggerlo, uccidendolo. I due innamorati, alla fine, si riconciliano, confessandosi il loro amore reciproco.

## Produzione
Il film fu prodotto dalla Famous Players-Lasky Corporation

## Distribuzione
Distribuito dalla Paramount Pictures, il film - presentato da Jesse L. Lasky e da Adolph Zukor - uscì nelle sale cinematografiche USA 18 ottobre 1925. In Finlandia, venne distribuito il 3 gennaio 1927.